# Fußball-Europameisterschaft 2008/Gruppe C
In der Gruppe C der Fußball-Europameisterschaft 2008 befanden sich die Weltmeister und Vizeweltmeister von 2006, Italien und Frankreich, sowie die starke Mannschaft der Niederlande, weshalb diese Gruppe im Vorfeld als die schwierigste galt. Die Niederlande konnten sich mit drei überragenden Siegen souverän als Gruppenerster für das Viertelfinale qualifizieren, den zweiten Platz sicherte sich Italien durch einen Sieg im direkten Duell gegen Frankreich. Rumänien wurde trotz guter Leistungen und zweier Unentschieden gegen den Weltmeister und den Vizeweltmeister nur Dritter vor der enttäuschenden französischen Mannschaft.
| Pl. | Land        | Sp. | S | U | N | Tore    | Diff. | Punkte |
| --- | ----------- | --- | - | - | - | ------- | ----- | ------ |
| 1.  | Niederlande | 3   | 3 | 0 | 0 | 009:100 | +8    | 09     |
| 2.  | Italien     | 3   | 1 | 1 | 1 | 003:400 | −1    | 04     |
| 3.  | Rumänien    | 3   | 0 | 2 | 1 | 001:300 | −2    | 02     |
| 4.  | Frankreich  | 3   | 0 | 1 | 2 | 001:600 | −5    | 01     |

## Rumänien – Frankreich 0:0
| Rumänien                                                 | Rumänien | Frankreich | Frankreich | Aufstellung                           |
| -------------------------------------------------------- | --- | --- | ---------- | ------------------------------------- |
| Rumänien                                                 | \| 1. Spieltag \| \| Montag, 9. Juni 2008 um 18:00 Uhr in Zürich (Letzigrund) \| \| Zuschauer: 30.585 (ausverkauft) \| \| Schiedsrichter: Manuel Mejuto González ( Spanien) \| \| Spielbericht \|                                                       | \| 1. Spieltag \| \| Montag, 9. Juni 2008 um 18:00 Uhr in Zürich (Letzigrund) \| \| Zuschauer: 30.585 (ausverkauft) \| \| Schiedsrichter: Manuel Mejuto González ( Spanien) \| \| Spielbericht \|                                                   | Frankreich | Aufstellung Rumänien gegen Frankreich |
| Rumänien                                                 | Bogdan Lobonț – Cosmin Contra, Gabriel Tamaș, Dorin Goian, Răzvan Raț – Răzvan Cociș (64. Paul Codrea), Mirel Rădoi (90+3' Nicolae Dică), Cristian Chivu – Bănel Nicoliță, Daniel Niculae, Adrian Mutu (78. Marius Niculae) Cheftrainer: Victor Pițurcă | Grégory Coupet – Willy Sagnol, Lilian Thuram , William Gallas, Éric Abidal – Franck Ribéry, Jérémy Toulalan, Claude Makélélé, Florent Malouda – Nicolas Anelka (72. Bafétimbi Gomis), Karim Benzema (78. Samir Nasri) Cheftrainer: Raymond Domenech | Frankreich | Aufstellung Rumänien gegen Frankreich |
| Rumänien                                                 | Daniel Niculae (27.), Cosmin Contra (40.), Dorin Goian (43.) | Willy Sagnol (51.) | Frankreich | Aufstellung Rumänien gegen Frankreich |
| Rumänien                                                 | Spieler des Spiels: Claude Makélélé (Frankreich) | | Frankreich | Aufstellung Rumänien gegen Frankreich |
| 1. Spieltag                                              | | |            |                                       |
| Montag, 9. Juni 2008 um 18:00 Uhr in Zürich (Letzigrund) | | |            |                                       |
| Zuschauer: 30.585 (ausverkauft)                          | | |            |                                       |
| Schiedsrichter: Manuel Mejuto González ( Spanien)        | | |            |                                       |
| Spielbericht                                             | | |            |                                       |

## Niederlande – Italien 3:0 (2:0)
| Niederlande                                                 | Niederlande | Italien | Italien | Aufstellung                           |
| ----------------------------------------------------------- | --- | --- | ------- | ------------------------------------- |
| Niederlande                                                 | \| 1. Spieltag \| \| Montag, 9. Juni 2008 um 20:45 Uhr in Bern (Stade de Suisse) \| \| Zuschauer: 30.777 (ausverkauft) \| \| Schiedsrichter: Peter Fröjdfeldt ( Schweden) \| \| Spielbericht \| | \| 1. Spieltag \| \| Montag, 9. Juni 2008 um 20:45 Uhr in Bern (Stade de Suisse) \| \| Zuschauer: 30.777 (ausverkauft) \| \| Schiedsrichter: Peter Fröjdfeldt ( Schweden) \| \| Spielbericht \|                                                                                                  | Italien | Aufstellung Niederlande gegen Italien |
| Niederlande                                                 | Edwin van der Sar – André Ooijer, Khalid Boulahrouz (77. John Heitinga), Joris Mathijsen, Giovanni van Bronckhorst – Nigel de Jong, Orlando Engelaar – Dirk Kuyt (81. Ibrahim Afellay), Rafael van der Vaart, Wesley Sneijder – Ruud van Nistelrooy (70. Robin van Persie) Cheftrainer: Marco van Basten | Gianluigi Buffon – Christian Panucci, Andrea Barzagli, Marco Materazzi (54. Fabio Grosso), Gianluca Zambrotta – Massimo Ambrosini, Andrea Pirlo, Gennaro Gattuso – Mauro Camoranesi (75. Antonio Cassano), Luca Toni, Antonio Di Natale (64. Alessandro Del Piero) Cheftrainer: Roberto Donadoni | Italien | Aufstellung Niederlande gegen Italien |
| Niederlande                                                 | 1:0 van Nistelrooy (26.) 2:0 Sneijder (31.) 3:0 van Bronckhorst (79.) | | Italien | Aufstellung Niederlande gegen Italien |
| Niederlande                                                 | Nigel de Jong (58.) | Luca Toni (27.), Gianluca Zambrotta (35.), Gennaro Gattuso (51.) | Italien | Aufstellung Niederlande gegen Italien |
| Niederlande                                                 | Spieler des Spiels: Wesley Sneijder (Niederlande) | | Italien | Aufstellung Niederlande gegen Italien |
| 1. Spieltag                                                 | | |         |                                       |
| Montag, 9. Juni 2008 um 20:45 Uhr in Bern (Stade de Suisse) | | |         |                                       |
| Zuschauer: 30.777 (ausverkauft)                             | | |         |                                       |
| Schiedsrichter: Peter Fröjdfeldt ( Schweden)                | | |         |                                       |
| Spielbericht                                                | | |         |                                       |

## Italien – Rumänien 1:1 (0:0)
| Italien                                                    | Italien | Rumänien | Rumänien | Aufstellung                        |
| ---------------------------------------------------------- | --- | --- | -------- | ---------------------------------- |
| Italien                                                    | \| 2. Spieltag \| \| Freitag, 13. Juni 2008 um 18:00 Uhr in Zürich (Letzigrund) \| \| Zuschauer: 30.585 (ausverkauft) \| \| Schiedsrichter: Tom Henning Øvrebø ( Norwegen) \| \| Spielbericht \| | \| 2. Spieltag \| \| Freitag, 13. Juni 2008 um 18:00 Uhr in Zürich (Letzigrund) \| \| Zuschauer: 30.585 (ausverkauft) \| \| Schiedsrichter: Tom Henning Øvrebø ( Norwegen) \| \| Spielbericht \|                                                        | Rumänien | Aufstellung Italien gegen Rumänien |
| Italien                                                    | Gianluigi Buffon – Gianluca Zambrotta, Christian Panucci, Giorgio Chiellini, Fabio Grosso – Andrea Pirlo, Daniele De Rossi – Mauro Camoranesi (85. Massimo Ambrosini), Simone Perrotta (57. Antonio Cassano), Alessandro Del Piero (77. Fabio Quagliarella) – Luca Toni Cheftrainer: Roberto Donadoni | Bogdan Lobonț – Cosmin Contra, Gabriel Tamaș, Dorin Goian, Răzvan Raț – Mirel Rădoi (25. Nicolae Dică) – Florentin Petre (60. Bănel Nicoliță), Paul Codrea, Cristian Chivu – Daniel Niculae, Adrian Mutu (88. Răzvan Cociș) Cheftrainer: Victor Pițurcă | Rumänien | Aufstellung Italien gegen Rumänien |
| Italien                                                    | 1:1 Panucci (56.) | 0:1 Mutu (55.) | Rumänien | Aufstellung Italien gegen Rumänien |
| Italien                                                    | Andrea Pirlo (61.), Daniele De Rossi (90.+2') | Adrian Mutu (43.), Cristian Chivu (58.), Dorin Goian (73.) | Rumänien | Aufstellung Italien gegen Rumänien |
| Italien                                                    | Buffon hält Foulelfmeter von Mutu (81.) | | Rumänien | Aufstellung Italien gegen Rumänien |
| Italien                                                    | Spieler des Spiels: Andrea Pirlo (Italien) | | Rumänien | Aufstellung Italien gegen Rumänien |
| 2. Spieltag                                                | | |          |                                    |
| Freitag, 13. Juni 2008 um 18:00 Uhr in Zürich (Letzigrund) | | |          |                                    |
| Zuschauer: 30.585 (ausverkauft)                            | | |          |                                    |
| Schiedsrichter: Tom Henning Øvrebø ( Norwegen)             | | |          |                                    |
| Spielbericht                                               | | |          |                                    |

## Niederlande – Frankreich 4:1 (1:0)
| Niederlande                                                   | Niederlande | Frankreich | Frankreich | Aufstellung                              |
| ------------------------------------------------------------- | --- | --- | ---------- | ---------------------------------------- |
| Niederlande                                                   | \| 2. Spieltag \| \| Freitag, 13. Juni 2008 um 20:45 Uhr in Bern (Stade de Suisse) \| \| Zuschauer: 30.777 (ausverkauft) \| \| Schiedsrichter: Herbert Fandel ( Deutschland) \| \| Spielbericht \| | \| 2. Spieltag \| \| Freitag, 13. Juni 2008 um 20:45 Uhr in Bern (Stade de Suisse) \| \| Zuschauer: 30.777 (ausverkauft) \| \| Schiedsrichter: Herbert Fandel ( Deutschland) \| \| Spielbericht \|                                                     | Frankreich | Aufstellung Niederlande gegen Frankreich |
| Niederlande                                                   | Edwin van der Sar – Khalid Boulahrouz, André Ooijer, Joris Mathijsen, Giovanni van Bronckhorst – Nigel de Jong, Orlando Engelaar (46. Arjen Robben) – Dirk Kuyt (55. Robin van Persie), Rafael van der Vaart (78. Wilfred Bouma), Wesley Sneijder – Ruud van Nistelrooy Cheftrainer: Marco van Basten | Grégory Coupet – Willy Sagnol, Lilian Thuram , William Gallas, Patrice Evra – Jérémy Toulalan, Claude Makélélé – Sidney Govou (75. Nicolas Anelka), Franck Ribéry, Florent Malouda (60. Bafétimbi Gomis) – Thierry Henry Cheftrainer: Raymond Domenech | Frankreich | Aufstellung Niederlande gegen Frankreich |
| Niederlande                                                   | 1:0 Kuyt (9.) 2:0 van Persie (59.) 3:1 Robben (72.) 4:1 Sneijder (90.+2') | 2:1 Henry (71.) | Frankreich | Aufstellung Niederlande gegen Frankreich |
| Niederlande                                                   | André Ooijer (51.) | Claude Makélélé (32.), Jérémy Toulalan (83.) | Frankreich | Aufstellung Niederlande gegen Frankreich |
| Niederlande                                                   | Spieler des Spiels: Wesley Sneijder (Niederlande) | | Frankreich | Aufstellung Niederlande gegen Frankreich |
| 2. Spieltag                                                   | | |            |                                          |
| Freitag, 13. Juni 2008 um 20:45 Uhr in Bern (Stade de Suisse) | | |            |                                          |
| Zuschauer: 30.777 (ausverkauft)                               | | |            |                                          |
| Schiedsrichter: Herbert Fandel ( Deutschland)                 | | |            |                                          |
| Spielbericht                                                  | | |            |                                          |

## Niederlande – Rumänien 2:0 (0:0)
| Niederlande                                                    | Niederlande | Rumänien | Rumänien | Aufstellung                            |
| -------------------------------------------------------------- | --- | --- | -------- | -------------------------------------- |
| Niederlande                                                    | \| 3. Spieltag \| \| Dienstag, 17. Juni 2008 um 20:45 Uhr in Bern (Stade de Suisse) \| \| Zuschauer: 30.777 (ausverkauft) \| \| Schiedsrichter: Massimo Busacca ( Schweiz) \| \| Spielbericht \|                                                                                                   | \| 3. Spieltag \| \| Dienstag, 17. Juni 2008 um 20:45 Uhr in Bern (Stade de Suisse) \| \| Zuschauer: 30.777 (ausverkauft) \| \| Schiedsrichter: Massimo Busacca ( Schweiz) \| \| Spielbericht \|                                                            | Rumänien | Aufstellung Niederlande gegen Rumänien |
| Niederlande                                                    | Maarten Stekelenburg – Khalid Boulahrouz (58. Mario Melchiot), John Heitinga , Wilfred Bouma, Tim de Cler – Demy de Zeeuw, Orlando Engelaar – Ibrahim Afellay, Robin van Persie, Arjen Robben (61. Dirk Kuyt) – Klaas-Jan Huntelaar (83. Jan Vennegoor of Hesselink) Cheftrainer: Marco van Basten | Bogdan Lobonț – Cosmin Contra, Gabriel Tamaș, Sorin Ghionea, Răzvan Raț – Răzvan Cociș, Paul Codrea (72. Nicolae Dică), Cristian Chivu – Bănel Nicoliță (82. Florentin Petre), Marius Niculae (59. Daniel Niculae), Adrian Mutu Cheftrainer: Victor Pițurcă | Rumänien | Aufstellung Niederlande gegen Rumänien |
| Niederlande                                                    | 1:0 Huntelaar (54.) 2:0 van Persie (87.) | | Rumänien | Aufstellung Niederlande gegen Rumänien |
| Niederlande                                                    | Cristian Chivu (78.) | | Rumänien | Aufstellung Niederlande gegen Rumänien |
| Niederlande                                                    | Spieler des Spiels: Robin van Persie (Niederlande) | | Rumänien | Aufstellung Niederlande gegen Rumänien |
| 3. Spieltag                                                    | | |          |                                        |
| Dienstag, 17. Juni 2008 um 20:45 Uhr in Bern (Stade de Suisse) | | |          |                                        |
| Zuschauer: 30.777 (ausverkauft)                                | | |          |                                        |
| Schiedsrichter: Massimo Busacca ( Schweiz)                     | | |          |                                        |
| Spielbericht                                                   | | |          |                                        |

## Frankreich – Italien 0:2 (0:1)
| Frankreich                                                  | Frankreich | Italien | Italien | Aufstellung                          |
| ----------------------------------------------------------- | --- | --- | ------- | ------------------------------------ |
| Frankreich                                                  | \| 3. Spieltag \| \| Dienstag, 17. Juni 2008 um 20:45 Uhr in Zürich (Letzigrund) \| \| Zuschauer: 30.585 (ausverkauft) \| \| Schiedsrichter: Ľuboš Micheľ ( Slowakei) \| \| Spielbericht \|                                                                             | \| 3. Spieltag \| \| Dienstag, 17. Juni 2008 um 20:45 Uhr in Zürich (Letzigrund) \| \| Zuschauer: 30.585 (ausverkauft) \| \| Schiedsrichter: Ľuboš Micheľ ( Slowakei) \| \| Spielbericht \| | Italien | Aufstellung Frankreich gegen Italien |
| Frankreich                                                  | Grégory Coupet – François Clerc, William Gallas, Éric Abidal, Patrice Evra – Sidney Govou (66. Nicolas Anelka), Jérémy Toulalan, Claude Makélélé, Franck Ribéry (10. Samir Nasri, 26. Jean-Alain Boumsong) – Karim Benzema, Thierry Henry Cheftrainer: Raymond Domenech | Gianluigi Buffon – Gianluca Zambrotta, Christian Panucci, Giorgio Chiellini, Fabio Grosso – Andrea Pirlo (55. Massimo Ambrosini), Daniele De Rossi, Gennaro Gattuso (82. Alberto Aquilani) – Simone Perrotta (64. Mauro Camoranesi) – Luca Toni, Antonio Cassano Cheftrainer: Roberto Donadoni | Italien | Aufstellung Frankreich gegen Italien |
| Frankreich                                                  | 0:1 Pirlo (25., Foulelfmeter) 0:2 De Rossi (62.) | | Italien | Aufstellung Frankreich gegen Italien |
| Frankreich                                                  | Patrice Evra (18.), Sidney Govou (47.), Jean-Alain Boumsong (72.), Thierry Henry (85.) | Andrea Pirlo (44.), Giorgio Chiellini (45.+4'), Gennaro Gattuso (54.) | Italien | Aufstellung Frankreich gegen Italien |
| Frankreich                                                  | Éric Abidal (24., Notbremse) | | Italien | Aufstellung Frankreich gegen Italien |
| Frankreich                                                  | Spieler des Spiels: Daniele De Rossi (Italien) | | Italien | Aufstellung Frankreich gegen Italien |
| 3. Spieltag                                                 | | |         |                                      |
| Dienstag, 17. Juni 2008 um 20:45 Uhr in Zürich (Letzigrund) | | |         |                                      |
| Zuschauer: 30.585 (ausverkauft)                             | | |         |                                      |
| Schiedsrichter: Ľuboš Micheľ ( Slowakei)                    | | |         |                                      |
| Spielbericht                                                | | |         |                                      |